# Roberto Camuglia
Roberto Bonifacio Camuglia "Potongo" (17 de agosto de 1935 Puerto Gaboto - 20 de julio de 1976 secuestrado desaparecido en Puerto General San Martín, provincia de Santa Fe) fue un dirigente sindical del gremio de los aceiteros, víctima de la última dictadura cívico militar de Argentina bajo el denominado "Operativo de las tres noches".

## Breve reseña
Roberto Camuglia, era un gabotense que trabajaba y vivía en Puerto General San Martín, con 40 años de edad, era obrero aceitero, delegado sindical de la empresa "INDO" (Actual Bunge). Pertenecía a la Juventud Peronista Regional II. Fue secuestrado en su casa, por calle Guillermo Kirk 368, la madrugada del 20 de julio de 1976, en presencia de su hijo, por un grupo de tareas. Los secuestradores se llevaron expedientes laborales y papeles del juicio que Camuglia llevaba adelante contra la empresa "INDO", de donde lo habían despedido injustamente hacía poco tiempo. Integró la Intersindical de San Lorenzo y apoyó la lucha de los trabajadores de Villa Constitución. En el año 2009 se supo que estuvo detenido en el centro clandestino del Batallón de Arsenales 121 de Fray Luis Beltrán, gracias al testimonio del único sobreviviente de ese centro.

## Secuestro y desaparición
Camuglia fue víctima de lo acontecido durante el “Operativo de las tres noches”, ocurrido los días 19, 20 y 21 de julio de 1976, donde se secuestró a diferentes militantes y trabajadores del cordón industrial como Carlos Kruppa, de Fray Luis Beltrán; Oscar Riquelme y Lina Funes, de San Lorenzo. También allí fue asesinado el sobrino de está última, Juan José Funes, y el 21 de julio Rafael Carroza, Ramón Di Fiori y Luis Oscar Lapissonde de Beltrán, siendo esté último el único sobreviviente de aquella represión.
“Potongo”, como todos lo conocían y aún lo recuerdan en el pueblo, desde el 20 de julio de 1976 se encuentra desaparecido.

## Homenajes
- En el año 2011 el concejo municipal de la ciudad de Puerto General San Martín aprueba por unanimidad designar "Anfiteatro Roberto Potongo Camuglia” al espacio adyacente a dicha institución.[9][10]
- En marzo de 2017 se realizó un acto en el Bosquecillo de la Memoria de San Lorenzo, que recuerda a los desaparecidos de la última dictadura cívico militar: José Polenta, María Luisa Cuatrín, Roberto De Grandis, Carlos Vergara, Carlos Ignacio Kruppa, Roberto Camuglia, Oscar Riquelme, Ramón Di Fiori, Rafael Carroza, Lina Funes, Juan José Funes, Hugo Alberto Parente, Isabel Carlucci, José Prat, María Castellini, Rosa Montenegro, Rosa Benuzzi Torrens y José López.[11]
- En el año 2018 se inauguró un monolito en su memoria en la plaza 25 de Mayo de su localidad natal, Puerto Gaboto, en el mismo se plasmó el rostro de Camuglia, dicho homenaje fue impulsado y gestionado por la Agrupación EL Apagón y realizado por el artista plástico y reconocido músico Mario Pardal.[12][13]